# رولز-رویس پاور سیستمز
رولز-رویس پاور سیستمز آگ نام یک شرکت صنعتی آلمانی است که صاحب شماری از برندها و کارخانه‌های تولید موتور است که خود متعلق به رولز-رویس هلدینگز می‌باشد.
این شرکت پیش‌تر، از سال ۲۰۰۶ تا ۲۰۱۴ با عنوان Tognum AG کسب‌وکار می‌کرد. پیش از سال ۲۰۰۶، شرکت اصلی یا همان ام‌تی‌یو فریدریشسهافن، یکی از زیرمجموعه‌های دایملربنز بود که توسط رولزرویس هلدینگز از دایملربنز خریداری شد.